# Championnat de France de football de deuxième division 1977-1978
Navigation
Division 2 1976-1977 Division 2 1978-1979
Le Championnat de France de football Division 2 1977-1978 été remporté par le LOSC Lille.

## Les 36 clubs participants
| Groupe A - SCO Angers - Gazélec Ajaccio - Olympique d'Alès - AC Arles - AJ Auxerre - Olympique avignonnais - Racing Club Franc-Comtois de Besançon - AS Béziers - AS Cannes - ECAC Chaumont - SAS Épinal - Entente Bagneaux Fontainebleau Nemours - SR Haguenau - FC Martigues - US Melun - SR Saint-Dié - SC Toulon - Toulouse FC | Groupe B - AS Angoulême - Union Sportive Boulonnaise - Stade Brestois - SM Caen - La Berrichonne de Châteauroux - USL Dunkerque - FC Gueugnon - EA Guingamp - Limoges FC - Lille OSC - Amicale de Lucé - Union Sportive de Nœux-les-Mines - Paris Football Club - AS Poissy - Stade Quimpérois - Red Star 93 - Stade rennais FC - Tours FC |

## Compétition

### Groupe A[1]
| Rang | Équipe                | Pts | J  | G  | N  | P  | Bp | Bc | Diff |
| ---- | --------------------- | --- | -- | -- | -- | -- | -- | -- | ---- |
| 1    | SCO Angers            | 49  | 34 | 21 | 7  | 6  | 50 | 27 | +23  |
| 2    | RCFC Besançon         | 46  | 34 | 19 | 8  | 7  | 52 | 26 | +26  |
| 3    | SC Toulon             | 43  | 34 | 18 | 7  | 9  | 61 | 32 | +29  |
| 4    | AJ Auxerre            | 41  | 34 | 17 | 7  | 10 | 49 | 36 | +13  |
| 5    | AS Cannes             | 40  | 34 | 15 | 10 | 9  | 50 | 40 | +10  |
| 6    | SAS Épinal            | 39  | 34 | 13 | 13 | 8  | 42 | 40 | +2   |
| 7    | FC Martigues          | 37  | 34 | 16 | 5  | 13 | 49 | 37 | +12  |
| 8    | Olympique avignonnais | 33  | 34 | 12 | 9  | 13 | 43 | 36 | +7   |
| 9    | Gazélec Ajaccio       | 33  | 34 | 12 | 9  | 13 | 42 | 55 | -13  |
| 10   | ECAC Chaumont         | 31  | 34 | 10 | 11 | 13 | 51 | 51 | 0    |
| 11   | SR Saint-Dié          | 31  | 34 | 12 | 7  | 15 | 30 | 45 | -15  |
| 12   | Olympique d'Alès      | 30  | 34 | 11 | 8  | 15 | 59 | 55 | +4   |
| 13   | US Melun              | 30  | 34 | 10 | 10 | 14 | 33 | 39 | -6   |
| 14   | AC Arles              | 30  | 34 | 8  | 14 | 12 | 33 | 41 | -8   |
| 15   | AS Béziers            | 30  | 34 | 8  | 14 | 12 | 26 | 35 | -9   |
| 16   | Toulouse FC           | 30  | 34 | 9  | 12 | 13 | 36 | 53 | -17  |
| 17   | SR Haguenau           | 21  | 34 | 7  | 7  | 20 | 23 | 52 | -29  |
| 18   | Entente Fontainebleau | 18  | 34 | 5  | 8  | 21 | 25 | 54 | -29  |

 Victoire à 2 points

### Groupe B[1]
| Rang | Équipe              | Pts | J  | G  | N  | P  | Bp | Bc | Diff |
| ---- | ------------------- | --- | -- | -- | -- | -- | -- | -- | ---- |
| 1    | Lille OSC           | 51  | 34 | 21 | 9  | 4  | 75 | 28 | +47  |
| 2    | Paris Football Club | 49  | 34 | 20 | 9  | 5  | 71 | 25 | +46  |
| 3    | Red Star            | 47  | 34 | 20 | 7  | 7  | 58 | 33 | +25  |
| 4    | USL Dunkerque       | 43  | 34 | 17 | 9  | 8  | 66 | 34 | +32  |
| 5    | Tours FC            | 41  | 34 | 17 | 7  | 10 | 58 | 44 | +14  |
| 6    | FC Gueugnon         | 40  | 34 | 16 | 8  | 10 | 52 | 39 | +13  |
| 7    | AS Angoulême        | 36  | 34 | 12 | 12 | 10 | 46 | 36 | +10  |
| 8    | Amicale de Lucé     | 35  | 34 | 11 | 13 | 10 | 26 | 38 | -12  |
| 9    | LB Châteauroux      | 33  | 34 | 10 | 13 | 11 | 38 | 38 | 0    |
| 10   | Stade brestois      | 33  | 34 | 11 | 11 | 12 | 41 | 48 | -7   |
| 11   | US Boulogne         | 29  | 34 | 9  | 11 | 14 | 37 | 49 | -12  |
| 12   | Stade rennais FC    | 28  | 34 | 9  | 10 | 15 | 43 | 56 | -13  |
| 13   | Stade Quimpérois    | 28  | 34 | 7  | 14 | 13 | 32 | 45 | -13  |
| 14   | EA Guingamp         | 28  | 34 | 9  | 10 | 15 | 32 | 58 | -26  |
| 15   | Limoges FC          | 27  | 34 | 7  | 13 | 14 | 30 | 44 | -14  |
| 16   | AS Poissy           | 22  | 34 | 6  | 10 | 18 | 24 | 47 | -23  |
| 17   | US Nœux-les-Mines   | 22  | 34 | 6  | 10 | 18 | 25 | 55 | -30  |
| 18   | SM Caen             | 20  | 34 | 6  | 8  | 20 | 29 | 66 | -37  |

 Victoire à 2 points

### Barrages
- Barrage : Paris FC - RCFC Besançon 3-1 / 3-0 (6-1)
- Match des champions : Lille OSC - SCO Angers 5-3 / 1-2 (6-5)

## Tableau d'honneur
- Montée en D1 : SCO Angers, Lille OSC et Paris FC
- Descente en D2 : RC Lens, Troyes AF et FC Rouen
- Montée en D2 : EDS Montluçon, Montpellier HSC, US Orléans, Amiens SC, AAJ Blois et FC Mulhouse
- Descente en D3 : Entente Fontainebleau, AS Poissy, US Nœux-les-Mines, SM Caen et SR Haguenau (Après le dépôt de bilan du Red Star, le Toulouse Football Club, meilleur 16e des 2 groupes est repêché).

## Meilleurs buteurs
| Place | Joueur              | Nationalité | Club             | Buts | Groupe |
| ----- | ------------------- | ----------- | ---------------- | ---- | ------ |
| 1er   | Antoine Dossevi     | France      | Tours FC         | 23   | Gr B   |
| -     | Jean-Claude Garnier | France      | USL Dunkerque    | 23   | Gr B   |
| 3e    | Bernard Ferrigno    | France      | LB Châteauroux   | 21   | Gr B   |
| 4e    | Pierre Giudicelli   | France      | Olympique d'Alès | 19   | Gr A   |
| -     | Bernard Lech        | France      | Paris FC         | 19   | Gr B   |
| -     | Thierry Princet     | France      | Tours FC         | 19   | Gr B   |